# PO-308
La PO-308 (en la provincia de Pontevedra), es una carretera de la Red Primaria Complementaria de la Junta de Galicia que une la ciudad de Pontevedra con A Lanzada (El Grove), a lo largo del litoral norte de la Ría de Pontevedra.

## Descripción
Atraviesa los municipios de Pontevedra, Poyo, Sangenjo y El Grove. Tiene una longitud de 28,48 kilómetros y comienza en un cruce con la PO-531 en el noroeste de Pontevedra, al otro lado del puente de la Barca y finaliza en un cruce con la PO-550 en A Lanzada (El Grove). 
Fue creada en 1986 tras la fragmentación de la C-550, que discurría por la costa gallega de las Rías Bajas. En 2020 el final de las obras de acondicionamiento de esta carretera costera la transformó en una especie de gran bulevar con aceras entre Pontevedra, Sangenjo y la playa de la Lanzada..

## Trayecto
Pasa por Combarro, Rajó, Areas, Sangenjo, Portonovo y Noalla, y durante todo el año tiene una gran densidad de tráfico desde Pontevedra hasta San Juan de Poyo y la VG-4.8 y hasta La Lanzada.

## Galería de imágenes

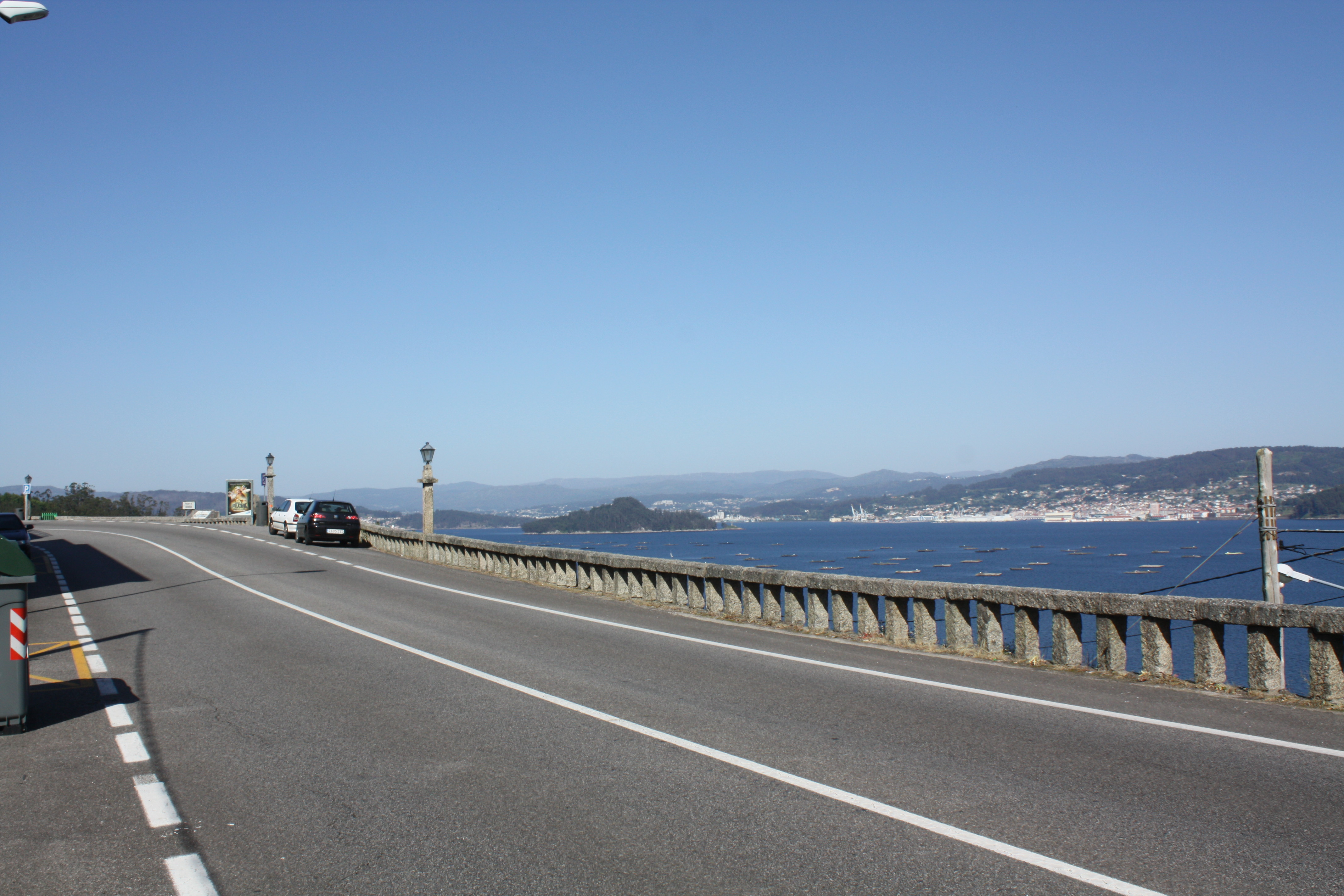
La PO-308 a su paso por el mirador de A Granxa, en Dorrón (Sangenjo)
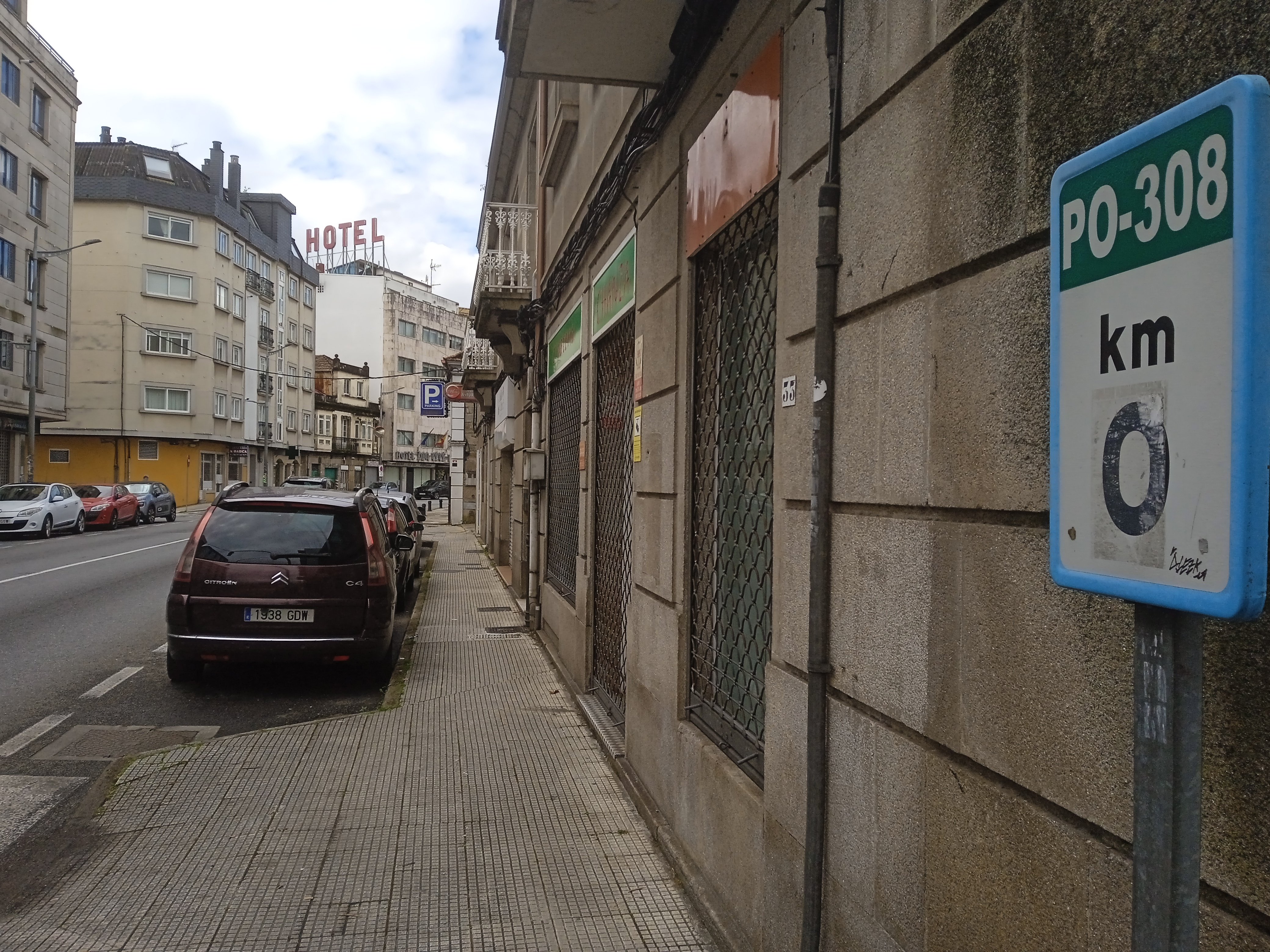
Inicio de la carretera